# Audi Typ SS
Der Audi Typ SS – oder Audi Zwickau – ist ein Pkw der Oberklasse mit Achtzylindermotor, den die Audiwerke in Zwickau als Nachfolger des Typs R „Imperator“ herausbrachten.

## Modellgeschichte und Technik
Der Typ SS war der erste neue Audi-Pkw nach der Übernahme des Werkes durch die Zschopauer Motorenwerke J. S. Rasmussen AG (DKW). Das Fahrzeug hat einen vorn eingebauten seitengesteuerten Reihenmotor mit 5,1 Litern Hubraum. Er leistete 100 PS (73,5 kW) bei 3000/min und treibt über ein Viergang-Getriebe mit Schalthebel in der Wagenmitte die Hinterräder an. Die Motoren waren US-amerikanische Konstruktionen und wurden im DKW-Zweigwerk Scharfenstein hergestellt, wo die Zschopauer Motorenwerke mit aufgekauften Maschinen des ehemaligen US-Unternehmens Rickenbacker Motor Company eine neue Fertigung eingerichtet hatten. Der Wagen hatte zwei blattgefederte Starrachsen und hydraulisch betätigte Bremsen an allen Rädern. Er war als viertürige Pullman-Limousine oder viertüriges Cabriolet verfügbar.
Bis 1932 wurden 457 Exemplare hergestellt.

## Technische Daten
| Typ SS (20/100 PS)    | Typ SS (20/100 PS)                       |
| --------------------- | ---------------------------------------- |
| Baujahre              | 1929–1932                                |
| Aufbauten             | PL4, Cb4                                 |
| Motor                 | Reihen-Achtzylinder-Viertakt-Ottomotor   |
| Ventilsteuerung       | SV-Ventilsteuerung (seitengesteuert)     |
| Bohrung × Hub         | 3,25 in (82,55 mm) × 4,75 in (120,65 mm) |
| Hubraum               | 5130 cm³                                 |
| Nennleistung          | 100 PS (73,5 kW) bei 3000/min            |
| Höchstgeschwindigkeit | 120 km/h                                 |
| Leergewicht           | 2100 kg                                  |
| Bordspannung          | 12 Volt                                  |
| Länge                 | 4965 mm                                  |
| Breite                | 1780 mm                                  |
| Höhe                  | 1870 mm                                  |
| Radstand              | 3500 mm                                  |
| Spur vorn/hinten      | 1440 mm/1480 mm                          |

- PL4 = 4-türige Pullman-Limousine
- Cb4 = 4-türiges Cabriolet